# Arna (stolica tytularna)
Arna (łac. Dioecesis Arniensis) – stolica historycznej diecezji w Italii erygowanej w V wieku, a skasowanej w VI wieku.
Współczesne miasto Civitella d'Arna znajduje się w prowincji Perugia we Włoszech, w Umbrii. Obecnie katolickie biskupstwo tytularne ustanowione w 2004 przez papieża Jana Pawła II.

## Biskupi tytularni
| Lp. | Biskup         | Funkcja                               | Od            | Do               |
| --- | -------------- | ------------------------------------- | ------------- | ---------------- |
| 1   | Camillo Ballin | wikariusz apostolski Arabii Północnej | 14 lipca 2005 | 12 kwietnia 2020 |
| 2   | Adam Bab       | biskup pomocniczy lubelski            | 22 maja 2020  |                  |